# Tokhtúieva
Tokhtúieva (en rus: Тохтуева) és un poble del krai de Perm, a Rússia, que pertany a l'ókrug urbà de Solikamsk. El 2010 tenia 1.583 habitants.